# Árgyevány
Árgyevány (Árdeván, Ardeván, Árdiván, Erdőfalva, románul: Ardeoani) falu Romániában, Moldvában, Bákó megyében.

## Fekvése
A Tázló mentén fekvő település.

## Története
A Tázló egyik nagy kanyarjában fekvő települést erdők övezik.
1992-es népszámlálás adatai szerint 1578 lakosából 48 volt római katolikus és 5 beszélte a magyar nyelvet.
A 2002-es népszámláláskor a településnek 2563 lakosa volt.